# Iahorro (comparador)
iAhorro es un sitio de comparación de precios de hipotecas disponibles por entidades financieras en España, certificado como empresa Intermediaria de Crédito Inmobiliario nºD185 por el Banco de España. 
La compañía se funda en 2009, tiene su sede oficial en Madrid, oficinas en Valencia, Barcelona y Málaga y está dirigida por Marcel Beyer. Ofrece tanto servicios de comparación de precios de hipotecas como análisis financiero del sector hipotecario, como el Índice iAhorro, que es referente en medios de comunicación nacionales para el análisis de la actualidad financiera e hipotecaria y de los avances del euríbor en España.  

## Historia
iAhorro surge en febrero de 2009, dentro de la incubadora de proyectos digitales Cube Ventures. Pablo Gasalla y Andrés Dancausa son los fundadores.  En sus inicios ofrecía comparación de diferentes productos de ahorro, especialmente financieros, como seguros, préstamos, tarjetas, depósitos o cuentas, además de líneas ADSL o tarifas de energía.
En el año 2015, el grupo de medios de comunicación PRISA Noticias firma un acuerdo de media for equity con iAhorro para pasar a formar parte de su accionariado.  
Desde entonces, información financiera analítica de iAhorro es aprovechada para parte de la elaboración de secciones informativas como “Mis Finanzas” del periódico El País.
Hasta la actualidad, los datos de iAhorro también han sido aprovechados en medios de comunicación, tanto en radio y televisión como en prensa impresa y digital, como El Confidencial, El Mundo, La Vanguardia, El Economista, MSN, Cinco Días, Huffingtonpost, Europa Press, La Razón, Bolsamanía, Forbes, Radio Euskadi, Yahoo, TVE, Negocios TV y muchos más.                      
Pablo Gasalla y Andrés Dancausa fueron fundadores, directivos y representantes de la empresa durante sus primeros años hasta julio de 2015. Desde entonces Marcel Beyer es el director general de iAhorro.
En junio de 2017, fue adquirida por la empresa especializada en gestión de productos bancarios Grupo BC,  propiedad del fondo L-GAM y, en agosto de 2020, recibió la certificación como empresa Intermediaria de Crédito Inmobiliario nºD185 por el Banco de España. A partir de ahí se focalizó en el sector hipotecario.
A finales de 2021, la firma de capital riesgo Silver Lake cerró la compra del 100% de Grupo BC, operación en la que también se incluía la compra de iAhorro. Silver Lake es una firma global de inversión en compañías tecnológicas presente en Norteamérica, Europa y Asia. 
En 2022 iAhorro en colaboración con el periódico La Información desarrolla el Consultorio, una iniciativa informativa en formato de programa en directo mensual, en el que la directora de Comunicación de iAhorro y uno o dos expertos hablan de la actualidad hipotecaria y contestan a preguntas de los usuarios.  Desde octubre de 2024 el Consultorio se desarrolla en colaboración con el diario financiero El Economista. 

## Índice iAhorro
El Índice iAhorro surge en 2022 como una referencia sobre los tipos reales a los que se firman las hipotecas en España, en base a datos obtenidos desde iAhorro.
Este índice permite obtener el cálculo de la media mensual del Tipo de Interés Nominal (TIN) de las hipotecas fijas y variables que se firman y conocer con ello la tendencia en los tipos de interés de las hipotecas y el verdadero coste al que es posible firmarlas.
Esta información es analizada periódicamente y la compañía presenta de forma pública cada trimestre el Índice iAhorro, con el que comparan los datos conseguidos por los usuarios que firman su hipoteca gracias a la ayuda del comparador hipotecario cada mes, con los que ofrece el Instituto Nacional de Estadística (INE).
El informe Índice iAhorro es utilizado por los medios de comunicación españoles para plasmar la actualidad financiera e hipotecaria y analizar su evolución en base a los datos trimestrales obtenidos.   